# Mezzo HAT
Il terreno HAT (ipoxantina-amminopterina-timidina) è una selezione di mezzi di coltura per linee cellulari di mammifero, che si affidano alla combinazione di amminopterina (un composto che agisce come potente inibitore del metabolismo del folato inibendo l'attività della diidrofolato reduttasi) con l'ipoxantina (un derivato della purina) e la timidina (un deossinucleoside), i quali sono intermediari nella sintesi del DNA.
Il trucco è nel fatto che l'amminopterina blocca la sintesi de novo del DNA, assolutamente necessaria per la divisione cellulare, ma l'ipoxantina e la timidina forniscono alla cellula il materiale necessario per aggirare il blocco (la "via di recupero"), a patto che vi siano i giusti enzimi, cioè copie funzionali dei geni che codificano per essi.
L'enzima diidrofolato reduttasi, che produce tetraidrofolato (THF) tramite la riduzione del diidrofolato, è specificatamente bloccato dall'amminopterina. Il THF, agendo in associazione con proteine specifiche, può ricevere delle singole unità di carbonio poi trasferite verso bersagli specifici.
Uno dei più importanti bersagli per la riproduzione cellulare è la timidilato sintasi, che crea timidina monofosfato (TMP) dalla deossiuridina monofosfato (dUMP). Tramite reazioni addizionali di fosforilazione, la TMP può essere usata per realizzare timidina trifosfato (TTP), uno dei tre precursori nucleotidici usati dalla DNA polimerasi. Senza il THF richiesto per convertire la dUMP, non ci può essere TTP, pertanto la sintesi del DNA non può procedere finché non viene prodotta TMP da un'altra sorgente. La fonte alternativa è la timidina presente nel mezzo di coltura che può essere assorbita dalle cellule e fosforilate dalla timidina chinasi (TK) in TMP. 
La sintesi di IMP (precursore da GMP a GTP e da AMP ad ATP) richiede anch'essa THF e può essere aggirata. In questo caso, l'ipoxantina-guanina fosforibosil transferasi (HGPRT) reagisce con l'ipoxantina assorbita dal terreno con PRPP, liberando pirofosfato, per produrre IMP tramite una via di riciclo.
Pertanto, l'uso del mezzo HAT per le colture cellulari è una forma di selezione artificiale per le cellule che contengono TK e HGPRT funzionanti. Molti utili perfezionamenti dello schema sono resi possibili da veleni che uccidono le cellule, ma ai quali sono immuni in mancanza di uno di questi geni. Così, una cellula carente di TK è resistente alla bromodeossiuridina (BrdU) mentre una carente di HGPRT è resistente alla 6-tioguanina (6-TG) e alla 8-azaguanina. 
La selezione tramite uno degli ultimi due composti, seguita dal terreno HAT, condurrà a colonie revertanti.

## Applicazioni
Il terreno HAT è spesso usato per le preparazioni di anticorpi monoclonali. Questo processo è chiamato tecnologia dell'ibridoma. Le cavie da laboratorio (per esempio il topo) sono prima esposte ad un antigene per il quale c'è interesse ad isolarne gli anticorpi. Una volta che gli splenociti vengono isolati dall'animale, i linfociti B vengono fusi con le cellule del mieloma immortalizzate degli HPRT negativi, usando glicole polietilenico o il virus Sendai.
Le cellule fuse sono incubate nel mezzo HAT. L'amminopterina nel terreno blocca la via de novo. Perciò, le cellule non fuse del mieloma muoiono, non potendo produrre i nucleotidi. I linfociti B non fusi invece muoiono avendo un ciclo vitale più breve. In questo modo, solo gli ibridi mieloma-linfocita sopravvivono. Queste cellule producono anticorpi (proprietà dei linfociti B) e sono immortali (proprietà delle cellule del mieloma).
Il mezzo incubato è poi diluito in piastre successive ad un livello tale che ognuna contiene una sola cellula. Il supernatante in ciascuna verrà usato per verificare la presenza dell'anticorpo desiderato. Poiché gli anticorpi in un pozzo di coltura sono prodotti dalla stessa cellula B, si dirigeranno verso lo stesso epitopo e sono noti come anticorpi monoclonali.
La produzione di questi ultimi venne inventata da César Milstein e Georges J. F. Köhler, ai quali per questo venne conferito il Premio Nobel in fisiologia e medicina nel 1984, condividendolo con Niels Kaj Jerne.